# Міністр Повітряних сил США
Міністр Повітряних сил США або Секретар Повітряних сил США (англ. United States Secretary of the Air Force) — цивільна посада в Міністерстві оборони США, відповідна рангу міністра в інших державах. Несе відповідальність за усі питання, що стосуються повсякденного життя Повітряних сил, а так само за придбання обладнання, ревізію, питання зв'язку, фінансову діяльність і за зв'язок з громадськістю Міністерства Повітряних сил США.
Кандидатура міністра ВПС висувається президентом США і затверджується Сенатом. Не входить до складу кабінету міністрів і підпорядковується лише міністрові оборони. Стюарт Саймінгтон став першим секретарем Повітряних сил, після того, як був ухвалений «Закон про національну оборону 1947 років» і повітряні сили були реорганізовані в окрему службу.

## Організація
До канцелярії секретаря Повітряних сил входять:
- заступник секретаря ПС;
- помічник секретаря ПС;
- генеральний юрисконсульт Департаменту ПС;
- генеральний інспектор ПС;
- комітет з резерву і політики ПС.

## Список міністрів Повітряних сил США
| №   | Зображення    | Ім'я                    | Термін перебування в посаді | Термін перебування в посаді | Термін перебування в посаді       | Міністр оборони США                                                 | Президент США            |
| №   | Зображення    | Ім'я                    | Початок                     | Кінець                      | Тривалість                        | Міністр оборони США                                                 | Президент США            |
| --- | ------------- | ----------------------- | --------------------------- | --------------------------- | --------------------------------- | ------------------------------------------------------------------- | ------------------------ |
| 1   |               | Стюарт Саймінгтон       | 18 вересня 1947             | 24 квітня 1950              | 949                               | Джеймс Форрестол Луїс Артур Джонсон                                 | Гаррі Трумен             |
| 2   |               | Томас Фінлеттер         | 24 квітня 1950              | 20 січня 1953               | 1002                              | Луїс Артур Джонсон Джордж Маршалл Роберт Ловетт                     | Гаррі Трумен             |
| 3   |               | Гарольд Толботт         | 4 лютого 1953               | 13 серпня 1955              | 920                               | Вілсон Чарлз Ервін                                                  | Дуайт Ейзенхауер         |
| 4   |               | Дональд Куорлз          | 15 серпня 1955              | 30 квітня 1957              | 624                               | Вілсон Чарлз Ервін                                                  | Дуайт Ейзенхауер         |
| 5   |               | Джеймс Гендерсон Дуглас | 1 травня 1957               | 10 грудня 1959              | 953                               | Вілсон Чарлз Ервін Ніл Макелрой Томас Гейтс                         | Дуайт Ейзенхауер         |
| 6   |               | Дадлі Шарп              | 11 грудня 1959              | 20 січня 1961               | 406                               | Томас Гейтс                                                         | Дуайт Ейзенхауер         |
| 7   |               | Юджин Цукерт            | 24 січня 1961               | 30 вересня 1965             | 1710                              | Роберт Макнамара                                                    | Джон Фіцджеральд Кеннеді |
| 8   |               | Гарольд Браун           | 1 жовтня 1965               | 15 лютого 1969              | 1233                              | Роберт Макнамара Кларк Кліффорд Мелвін Лейрд                        | Ліндон Джонсон           |
| 9   |               | Роберт Сіманс           | 15 лютого 1969              | 15 травня 1973              | 1550                              | Мелвін Лейрд Еліот Річардсон                                        | Річард Ніксон            |
| ТВО |               | Джон Маклукас           | 15 травня 1973              | 18 липня 1973               | 64                                | Еліот Річардсон Джеймс Шлезінгер                                    | Річард Ніксон            |
| 10  | 18 липня 1973 | Джон Маклукас           | 23 листопада 1975           | 858                         | Джеймс Шлезінгер Дональд Рамсфелд |                                                                     | Річард Ніксон            |
| ТВО |               | Джеймс Пламмер          | 24 листопада 1975           | 1 січня 1976                | 38                                | Дональд Рамсфелд                                                    | Джеральд Форд            |
| 11  |               | Томас Рід               | 2 січня 1976                | 6 квітня 1977               | 460                               | Дональд Рамсфелд Гарольд Браун                                      | Джеральд Форд            |
| 12  |               | Джон Чарльз Стетсон     | 6 квітня 1977               | 18 травня 1979              | 772                               | Гарольд Браун                                                       | Джиммі Картер            |
| ТВО |               | Ганс Марк               | 18 травня 1979              | 26 липня 1979               | 69                                | Гарольд Браун                                                       | Джиммі Картер            |
| 13  | 26 липня 1979 | Ганс Марк               | 9 лютого 1981               | 564                         | Гарольд Браун Каспар Вайнбергер   |                                                                     | Джиммі Картер            |
| 14  |               | Верн Орр                | 9 лютого 1981               | 30 листопада 1985           | 1755                              | Каспар Вайнбергер                                                   | Рональд Рейган           |
| 15  |               | Рассел Рурк             | 9 грудня 1985               | 6 квітня 1986               | 118                               | Каспар Вайнбергер                                                   | Рональд Рейган           |
| ТВО |               | Едвард Олдрідж          | 6 квітня 1986               | 8 червня 1986               | 63                                | Каспар Вайнбергер                                                   | Рональд Рейган           |
| 16  | 9 червня 1986 | Едвард Олдрідж          | 16 грудня 1988              | 921                         | Каспар Вайнбергер Френк Карлуччі  |                                                                     | Рональд Рейган           |
| ТВО |               | Джеймс Макговерн        | 16 грудня 1988              | 29 квітня 1989              | 134                               | Френк Карлуччі Дік Чейні                                            | Рональд Рейган           |
| ТВО |               | Джон Велш               | 29 квітня 1989              | 21 травня 1989              | 22                                | Дік Чейні                                                           | Джордж Буш-старший       |
| 17  |               | Дональд Райс            | 1 травня 1989               | 20 січня 1993               | 1360                              | Дік Чейні                                                           | Джордж Буш-старший       |
| ТВО |               | Майкл Донлі             | 20 січня 1993               | 13 липня 1993               | 174                               | Лес Еспін                                                           | Білл Клінтон             |
| ТВО |               | Меррілл Макпік          | 14 липня 1993               | 5 серпня 1993               | 22                                | Лес Еспін                                                           | Білл Клінтон             |
| 18  |               | Шейла Відналл           | 6 серпня 1993               | 31 жовтня 1997              | 1547                              | Лес Еспін Вільям Перрі Вільям Коен                                  | Білл Клінтон             |
| ТВО |               | Віттен Пітерс           | 1 листопада 1997            | 30 липня 1999               | 636                               | Вільям Коен                                                         | Білл Клінтон             |
| 19  | 30 липня 1999 | Віттен Пітерс           | 20 січня 2001               | 540                         |                                   | Вільям Коен                                                         | Білл Клінтон             |
| ТВО |               | Лоуренс Делейні         | 21 січня 2001               | 31 травня 2001              | 130                               | Дональд Рамсфелд                                                    | Джордж Вокер Буш         |
| 20  |               | Джеймс Рош              | 1 червня 2001               | 20 січня 2005               | 1329                              | Дональд Рамсфелд                                                    | Джордж Вокер Буш         |
| ТВО |               | Пітер Тітс              | 20 січня 2005               | 25 березня 2005             | 64                                | Дональд Рамсфелд                                                    | Джордж Вокер Буш         |
| ТВО |               | Майкл Монтелонго        | 25 березня 2005             | 28 березня 2005             | 3                                 | Дональд Рамсфелд                                                    | Джордж Вокер Буш         |
| ТВО |               | Майкл Домінгес          | 28 березня 2005             | 29 липня 2005               | 123                               | Дональд Рамсфелд                                                    | Джордж Вокер Буш         |
| ТВО |               | Піт Герен               | 29 липня 2005               | 4 листопада 2005            | 98                                | Дональд Рамсфелд                                                    | Джордж Вокер Буш         |
| 21  |               | Майкл Вінн              | 4 листопада 2005            | 29 червня 2008              | 959                               | Дональд Рамсфелд Роберт Гейтс                                       | Джордж Вокер Буш         |
| ТВО |               | Майкл Донлі             | 21 червня 2008              | 2 жовтня 2008               | 103                               | Роберт Гейтс Леон Панетта Чак Гейгель                               | Джордж Вокер Буш         |
| 22  | 2 жовтня 2008 | Майкл Донлі             | 21 червня 2013              | 1723                        |                                   | Роберт Гейтс Леон Панетта Чак Гейгель                               | Джордж Вокер Буш         |
| ТВО |               | Ерік Феннінг            | 21 червня 2013              | 20 грудня 2013              | 182                               | Чак Гейгель Ештон Картер                                            | Барак Обама              |
| 23  |               | Дебора Лі Джеймс        | 20 грудня 2013              | 20 січня 2017               | 1127                              | Чак Гейгель Ештон Картер                                            | Барак Обама              |
| ТВО |               | Ліза Дізброу            | 20 січня 2017               | 16 травня 2017              | 116                               | Джеймс Меттіс Патрік Шенаген (в. о.)                                | Дональд Трамп            |
| 24  |               | Хізер Вілсон            | 16 травня 2017              | 31 травня 2019              | 745                               | Джеймс Меттіс Патрік Шенаген (в. о.)                                | Дональд Трамп            |
| ТВО |               | Меттью Донован          | 1 червня 2019               | 18 жовтня 2019              | 139                               | Патрік Шенаген (в. о.) Марк Еспер Річард Спенсер (в. о.) Марк Еспер | Дональд Трамп            |
| 25  |               | Барбара Баррет          | 18 жовтня 2019              | 20 січня 2021               | 460                               | Марк Еспер Крістофер Міллер (в. о.)                                 | Дональд Трамп            |
| ТВО |               | Джон Рот                | 20 січня 2021               | 28 липня 2021               | 189                               | Девід Норквіст (в. о.) Ллойд Остін                                  | Джо Байден               |
| 26  |               | Франк Кенделл           | 28 липня 2021               | чинний                      | 1401                              | Ллойд Остін                                                         | Джо Байден               |